# Рубьяна (Италия)
Рубьяна (итал. Rubiana) — коммуна в Италии, располагается в регионе Пьемонт, в провинции Турин.
Население составляет 2048 человек (2008 г.), плотность населения составляет 77 чел./км². Занимает площадь 27 км². Почтовый индекс — 10040. Телефонный код — 011.
Покровителем коммуны почитается святой Эгидий, празднование 1 сентября.

## Демография
Динамика населения:

## Администрация коммуны
- Официальный сайт: http://www.comune.rubiana.to.it